# 더푸른미래재단
더푸른미래재단은 2010년 12월 9일 설립허가된 대한민국 농림축산식품부 소관의 재단법인이다. 사무실은 서울특별시 서초구 서초1동 1606-3, 성덕빌딩 403호에 있다.

## 설립 목적
미래형 농수산업의 진흥과 지속가능한 농어업 성장 발전에 기여하고, 농어촌의 공동체 육성 및 지역발전을 위하여 기여함을 목적으로 한다.

## 대표자
- 장태평 : 전 농림수산식품부 장관, 마사회 회장

## 주요 사업
- 농어업인 및 농어업경영체 선진화를 위한 기업화 관련 연구, 교육, 컨설팅 지원
- 농어업 및 농어촌 가치증진과 발전을 위한 연구, 정책 제안 및 지원
- 농어업인재 및 사회적 지도자 육성과 지원
- 개인 및 단체에 대한 포상사업과 장학사업
- 친환경, 유기농 등 농림수산식품 관련 검사 및 인증사업
- 미래 농수산 발전에 관한 출판물, 학술지, 홍보물 및 정기간행물의 발간과 지원

## 회원 자격
- 농민회원 : 농수산업 관련 종사자 또는 관심이 있는 자
- 전문회원 : 농업 또는 농업 외 전문지식을 갖춘 자